# Heinrich Gottlieb Tzschirner
Heinrich Gottlieb Tzschirner, född den 14 november 1778 i Mittweida (Sachsen), död den 17 februari 1828 i Leipzig, var en tysk protestantisk teolog.
Tzschirner, vars far var präst, blev 1800 adjunkt inom filosofiska fakulteten i Wittenberg, tjänstgjorde några år i faderns församling samt blev professor i teologi 1805 i Wittenberg och 1809 i Leipzig, där han 1815 därjämte blev superintendent. Till sin teologiska ståndpunkt representerade Tzschirner en genom inflytandet från Immanuel Kant fördjupad och genom supranaturalistiska element modererad rationalism. Denna sin förmedlande ståndpunkt försvarade han i de på sin tid mycket beaktade skrifterna Beurtheilende Darstellung der dogmatischen Systeme, welche in der protestantischen Kirche gefunden werden (1810 ff.) och Briefe veranlasst durch Reinhards Geständnisse (1811) mot Franz Volkmar Reinhards urgerande av den oförsonliga motsatsen mellan rationalism och supranaturalism. Medan grundtendensen i dessa skrifter ligger i hävdandet av rätten för även väsentligt skilda riktningar att finna utrymme inom den protestantiska kyrkan, intog han däremot mot katolicismen en deciderad och konsekvent stridsställning. Flera av hans mera betydande arbeten, främst Protestantismus und Katholicismus aus dem Standpunkte der Politik betrachtet (1822), är riktade mot katolicismens, särskilt under reaktionsåren efter Napoleons fall framträdande, restaurationssträvanden. I synnerhet under sin Leipzigtid utövade Tzschirner en mer än vanligt mångsidig och inflytelserik verksamhet. Som predikant räknades han till tidens allra främsta. Hans akademiska undervisning omfattade dogmatik, homiletik och kyrkohistoria. Av hans föreläsningar i sistnämnda ämne mottog män sådana som Leopold von Ranke och Karl von Hase befruktande impulser. Sitt rörliga vetenskapliga intresse bevisade han inte endast genom ett mångsidigt författarskap, utan också genom en hel rad för sin tid betydelsefulla tidskriftsföretag. Tzschirner utgav en ny upplaga av Johann Matthias Schröckhs Christliche Kirchengeschichte och avslutade dess fortsättning Kirchengeschichte seit der Reformation. Med livligt intresse deltog han också, alltid på frihetsidéernas sida, i tidens allmänna rörelser. Under den av honom med hänförelse hälsade frihetskampen mot Napoleon tjänstgjorde han en tid som fältpräst vid de sachsiska trupperna. "Öfver hufvud framträder T.", skriver Einar Billing i Nordisk familjebok, "som en ovanligt sympatisk representant för de bästa sidorna i den rationalistiska fromhetstypen."